# 楚宗之亂
楚宗之亂，是明神宗萬曆年間的四次政治案件，是一場由國本之爭所引起的一連串東林黨爭事件，即兩次妖書案，兩次楚藩案，又稱二書二楚。
明神宗寵愛郑贵妃之子福王朱常洵，圖以為皇儲，但皇太子朱常洛受到群臣支持，神宗忿以消極方式抵抗，甚至幾十年不上朝，是為國本之爭，郑贵妃一直在宮中生事，要讓福王爭奪儲君之位，於是朝中有人刊印了政治文宣《憂危竑議》，宣傳鄭妃之惡，被朝廷視為「妖書」，此即第一次妖書案，朝中也因此黨爭不斷。
妖書案的黨爭並未輕易結束，又藉由楚藩的兩次楚藩案延續下去，萬曆卅一年（1603年）三月，楚藩宗親朱華赿向朝廷告發楚王朱華奎並非楚恭王之子，是為伪楚王案。浙黨的沈一貫授意通政使沈子木將奏疏壓下，朱華赿一怒，親告御狀。東林黨的郭正域主張調查。沈一貫反對，但郭正域力爭之後，朝廷展開調查，最後以查無實據結案。沈一貫的門下給事中錢夢皋劾奏郭氏「陷害宗藩」。郭正域辭官。
伪楚王案又引發了楚宗劫槓案，萬曆卅三年（1605年），伪楚王案無事之後，神宗注意到楚王的家財，楚王朱華奎以白銀貳萬兩，貢獻給覬覦楚王家財的皇帝。運送途中，被不滿伪楚王案的楚藩宗室朱蘊鈐等人劫走，朱蘊鈐還打死了湖廣巡撫趙可懷。沈一貫立刻調集鄖陽巡撫胡襟寰兵馬，打算攻楚，最後萬曆帝得知實情，並未出兵，只是捕殺了數名帶頭的犯人，但楚藩宗室依舊人心惶然。有人認為是朱華奎指使手下將與自己結怨的湖廣巡撫趙可懷毆打致死，嫁禍給楚國宗室們。
此時又有人寫作《續憂危竑議》，再度批鄭貴妃、首輔沈一貫與大學士朱賡，是為第二次妖書案，沈一貫又想藉此繼續鬥爭郭正域，欲害其性命，郭正域因曾擔任皇太子之師，在皇太子與東廠提督陳萬化的力保下，得以保全性命，全身而退。